# Plamen Orescharski

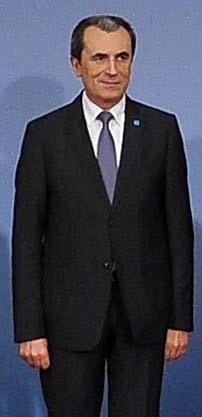
Plamen Oresharski

Plamen Wassilew Orescharski (auch Plamen Vasilev Oresharski geschrieben, bulgarisch Пламен Василев Ореша̀рски; * 21. Februar 1960 in Bobow Dol, Oblast Kjustendil) ist ein bulgarischer Politiker und war von 29. Mai 2013 bis 23. Juli 2014 Ministerpräsident des Landes. Orescharski war zuvor bereits Finanzminister in der Regierung von Sergei Stanischew (2005–2009) und stellvertretender Finanzminister in der Regierung von Iwan Kostow (1997–2001) gewesen.
Nach den vorgezogenen Parlamentswahlen 2013 wurde der parteilose Orescharski von einer Koalition bestehend aus der Bulgarischen Sozialistischen Partei und der Partei der türkischen Minderheit Bewegung für Rechte und Freiheiten zum Ministerpräsidenten ernannt und gewählt. Weiter wurde die Regierung von der nationalistischen Partei Ataka unterstützt. Orescharski war bereits im Wahlkampf von Sergei Stanischew als Anführer einer Expertenregierung lanciert worden.
In der zweiten Woche seiner Amtszeit kam es aufgrund seiner Ernennungspolitik bei der Besetzung wichtigster Staatsposten und des Bruchs von Wahlversprechen zu landesweiten Protesten gegen ihn. Obwohl im Wahlkampf eine Experten-Regierung versprochen worden war, wurde die Mehrzahl der Ministerposten und deren Stellvertreter durch Vertreter der Regierung Stanischew besetzt. Als das Gesetz für die Besetzung des bulgarischen Geheimdienstes DANS für die Ernennung des umstrittenen Medienmoguls und Bankierssohns Deljan Peewski „zurechtgeschustert“ wurde und Peewski vom Parlament in einer Eilabstimmung, noch vor einem drohenden Gesetzesveto des bulgarischen Präsidenten Rossen Plewneliew, zum Geheimdienstchef ernannt wurde, verlor Orescharski den Rückhalt in der Bevölkerung und das Vertrauen Plewneliews.